# Fort Carrat i Fort Rodon

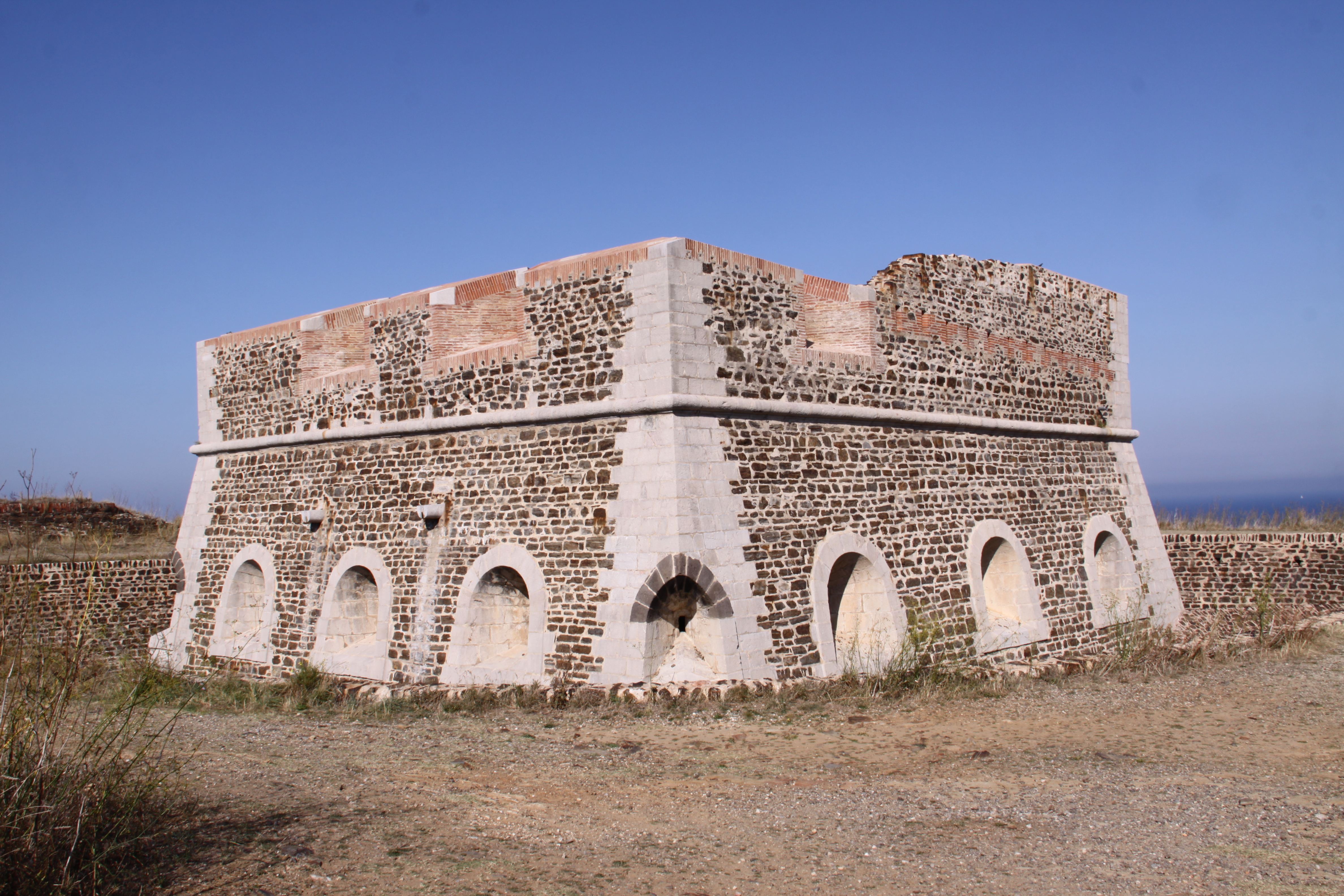
El Fort Carrat, el de més a llevant

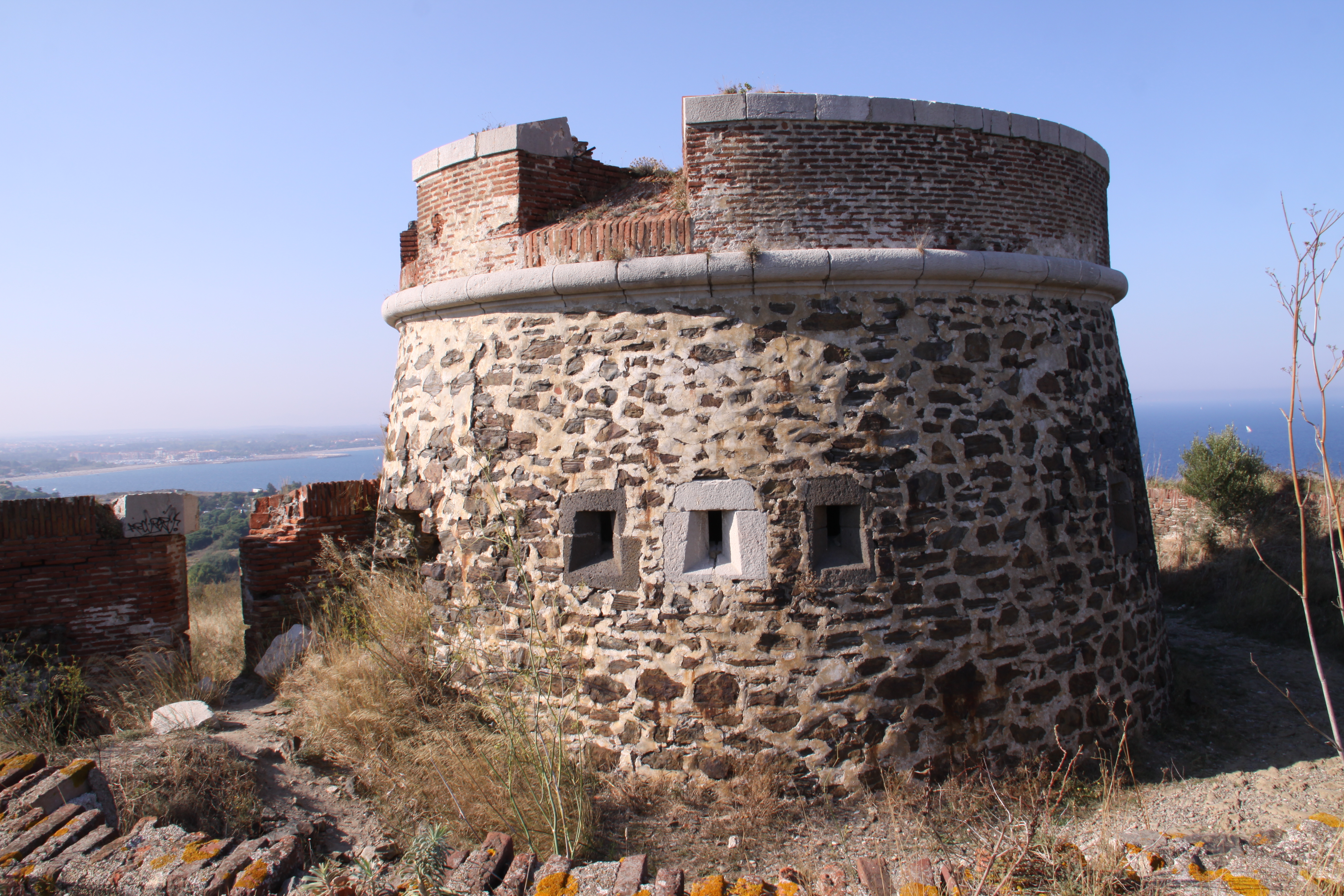
El Fort Rodon o Torre de l'Estela, el de més a ponent

El Fort Carrat i el Fort Rodon, o Torre de l'Estela, són dues fortificacions militars d'època moderna del terme comunal de Cotlliure, a la comarca del Rosselló (Catalunya del Nord).
Estan situades al nord-oest de la vila de Cotlliure, també al nord-oest del Fort Mirador de Cotlliure.
Constituïen part de les defenses nord de la vila i del port de Cotlliure.